# Hawthorn (Durham)
Hawthorn – wieś w Anglii, w hrabstwie Durham. Leży 15 km na wschód od miasta Durham i 375 km na północ od Londynu.